# Karl von Fischer (Architekt)

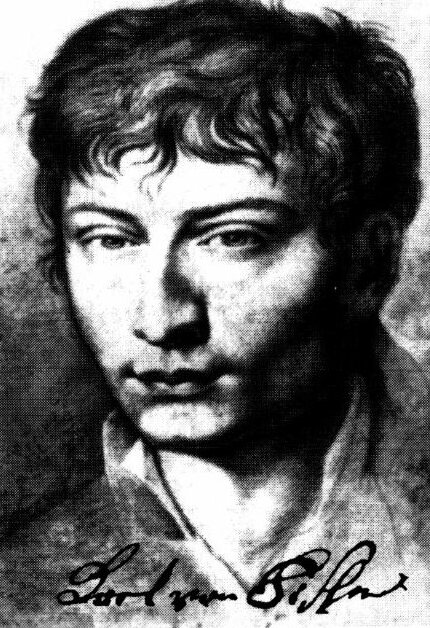
Karl von Fischer

Karl von Fischer, auch Carl von Fischer (* 19. September 1782 in Mannheim; † 11. Februar 1820 in München) war ein deutscher Baumeister.

## Leben und Werk
Er wurde geboren als Sohn des 1790 geadelten Hofrates der Fürsten von Bretzenheim, Karl Joseph von Fischer.
Schon früh mit Kunst, vor allem der Architektur, vertraut, ging der junge von Fischer ab 1796 bei Maximilian von Verschaffelt in die Lehre. Drei Jahre später begab sich der Student nach Wien, wo er unter der Leitung des Direktors der Bauschule, Ferdinand von Hohenberg, und des Theaterarchitekten Joseph Platzer seine künstlerischen Fertigkeiten perfektionierte.
In diese Zeit fiel der Auftrag Abbé Salaberts, in München ein Palais zu errichten. Weshalb der Abbé sich ausgerechnet für von Fischer entschied, bleibt im Dunkeln. Möglicherweise war dieser dem Bauherrn bereits aus Mannheim bekannt.
Durch den Bau des Palais Salabert zog er die Blicke höherer Kreise auf sich. So wurde ihm im Alter von 25 Jahren am 13. Juni 1808 die Würde eines Professors der Architektur zuteil. Carl von Fischer war der erste Professor des Fachbereichs Architektur der Münchner Akademie der Bildenden Künste. Schriftliche Zeugnisse seiner Lehrtätigkeit sind nicht erhalten. Auch über sein Wirken als Mitglied der Baukommission ab 1809 ist kaum etwas überliefert.
Bezeichnend für die Tragik seines Lebens war der Umstand des Todes des Oberbaukommissärs Nikolaus Schedel von Greifenstein 1810. Fischer erhielt „die Bauten ersten Ranges provisorisch zur Weiterführung“ übertragen. Als er sich jedoch um die freigewordene Stelle bewarb, wurde er zu Gunsten eines Fremden, Emanuel Joseph von Hérigoyen, abgelehnt. Für seine bis dahin erbrachten Mühen erhielt er nur 250 Gulden.
Für den Bau der Walhalla und der Glyptothek legte er Kronprinz Ludwig Pläne vor, die teilweise in spätere Planungen einflossen – so möglicherweise die Idee, die Walhalla in Gestalt eines dorischen Peripteros zu erbauen –, aber nicht von Fischer ausgeführt werden durften. Doch wurde er zusammen mit dem Hofgartenintendanten Friedrich Ludwig von Sckell Hauptverantwortlicher für den Generalplan zur Neugestaltung Münchens, den er jedoch auch nicht zu Ende führen konnte. Noch heute wirken die Propyläen wie ein künstlicher Abschluss einer begonnenen und nicht vollendeten Achse. Der Stiglmaierplatz, der nach Fischers Plänen eine künstlerische Einheit mit dem Königs- und dem Karolinenplatz darstellen sollte, findet heute bestenfalls als Staufalle Aufmerksamkeit.
Die Privatbauten am Karolinenplatz führte er noch selbst durch. Dabei achtete er, wie es die Gesamtkomposition der Maxvorstadt vorsah, auf „von Grünflächen durchzogene Stadträume, wie sie sonst nirgends im Klassizismus verwirklicht wurden“. Sämtliche Gebäude fielen den Wirren des Zweiten Weltkrieges zum Opfer oder erlitten schwerste Zerstörungen, so dass sie – trotz Protests der Bevölkerung – in den Jahren nach dem Krieg abgerissen wurden. Das geschah auch mit den Resten des von ihm noch kurz vor seinem Tod geplanten spätklassizistischen Maxtores in Regensburg am Südende der damals neu entstandenen  Maximilianstraße. Die westlichen Torbauten mussten bereits 1889 dem Bau eines Hotels weichen. Die östlichen Torbauten beherbergten bis 1955 ein Reisebüro, wobei die Säulenvorhalle als Warteplatz für Straßenbahnfahrer diente. Alle Restbauten wurden abgerissen zu Gunsten von Nachkriegsneubauten.
Das Wohnhaus Carl von Fischers rissen die Nationalsozialisten bereits 1937 ab, damit sie Platz für die „Ehrentempel“ der NSDAP schaffen konnten. Gleiches Schicksal erfuhr das Palais Degenfeld, welches bis 1933 die päpstliche Nuntiatur beherbergte. Das Belvedere im Schlosspark Biederstein musste 1828 einem Bau Leo von Klenzes weichen.
Fast die gesamte Bautätigkeit – 36 private und öffentliche Bauwerke – Carl von Fischers ist verschwunden. Einzig Reste der Fassade für das Krankenhaus vor dem Sendlinger Tor, das Nationaltheater und das Prinz-Carl-Palais zeugen heute noch von der Schaffenskraft des großen Architekten. Gänzlich originalgetreu sind freilich selbst diese Gebäude nicht erhalten. Das Nationaltheater brannte zum Beispiel schon 1823 ab und wurde von Leo von Klenze nach den Plänen Carl von Fischers neu errichtet. Ein zweites Mal brannte es im Bombenhagel 1944 bis auf die Grundmauern aus. Der Wiederaufbau wirkte äußerlich identisch, doch innenarchitektonisch wurden etliche Veränderungen durchgeführt.
Karl Fischer starb 1820 im Alter von 37 Jahren. Die Gründe für seinen frühen Tod sind nicht genau überliefert, aber vermutlich war es ein durch Tuberkulose hervorgerufener Lungenkrebs. Er war zu dieser Zeit längst schon von seinen Kontrahenten Klenze und Gärtner ausgebootet. Vielleicht, weil er „sich der Öffnung zum romantischen Historismus der ludovizianischen Ära verweigert hatte“.
„Lang lebte die Stadt aus dem Vorrat seiner Ideen. Nahezu ein Jahrhundert blieb sein Generalplan in Gültigkeit. München wurde ein Beispiel klassizistischer Stadtbaukunst. Die Stadterweiterung unter Max Joseph I. und Ludwig I. verdankt ihm ihr gerades Gesicht.“

## Grabstätte

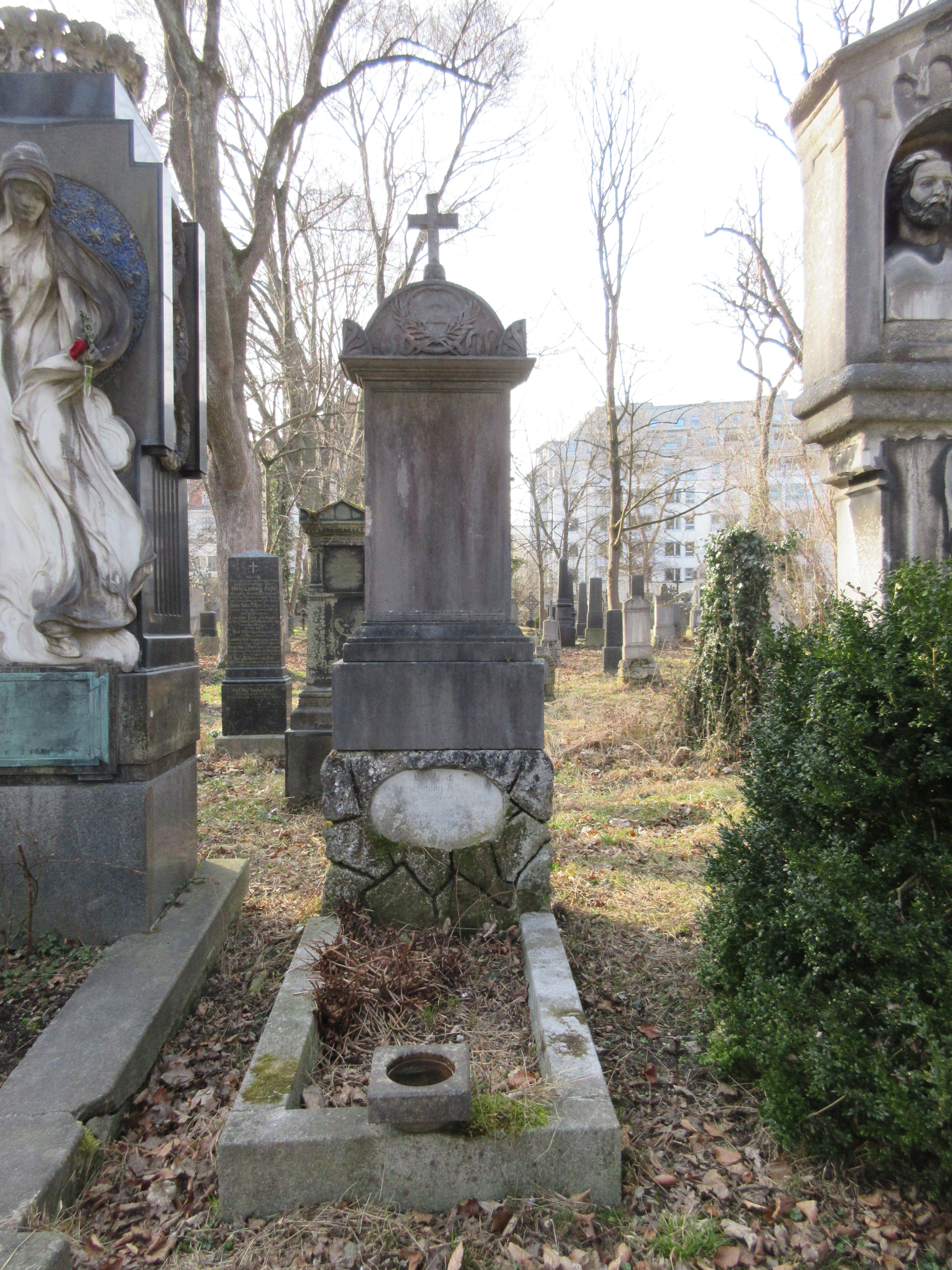
Grab von Karl von Fischer auf dem Alten Südlichen Friedhof in München

Die Grabstätte von Karl von Fischer befindet sich auf dem Alten Südlichen Friedhof in München (Gräberfeld 17 – Reihe 1 – Platz 27/28) Standort. Sein Grabdenkmal fiel den Zerstörungen des Zweiten Weltkrieges zum Opfer. Heute erinnert eine Tafel auf der Randseite des Ersatzgrabsteins an ihn.